# Atriplex vestita
Atriplex vestita är en amarantväxtart som först beskrevs av Carl Peter Thunberg, och fick sitt nu gällande namn av Paul Aellen. Atriplex vestita ingår i släktet fetmållor, och familjen amarantväxter.

## Underarter
Arten delas in i följande underarter:
- A. v. appendiculata
- A. v. inappendiculata